# Braunsapis diminuta
Braunsapis diminuta är en biart som först beskrevs av Cockerell 1915.  Braunsapis diminuta ingår i släktet Braunsapis och familjen långtungebin. Inga underarter finns listade.

## Bildgalleri

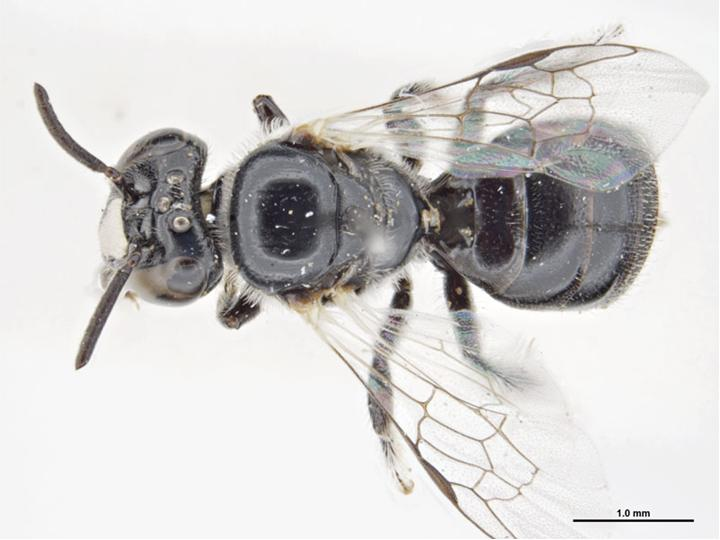
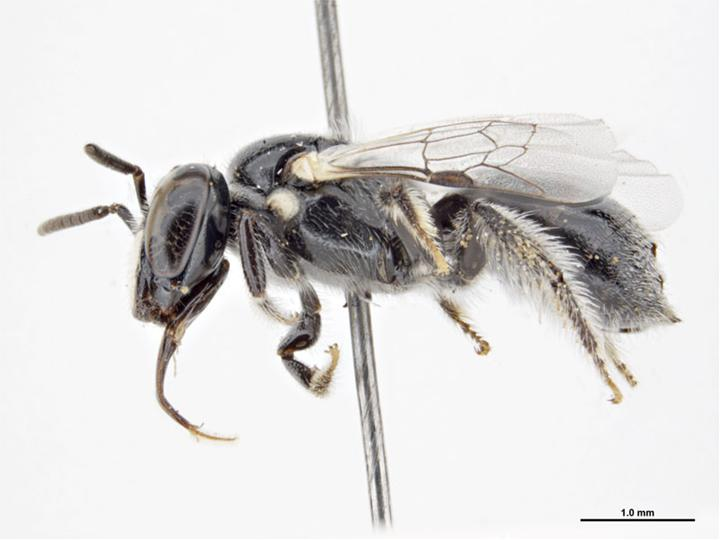